# Verticordia auriculata
Verticordia auriculata är en myrtenväxtart som beskrevs av Alexander Segger George. Verticordia auriculata ingår i släktet Verticordia och familjen myrtenväxter. Inga underarter finns listade i Catalogue of Life.